# Amt Reckenberg

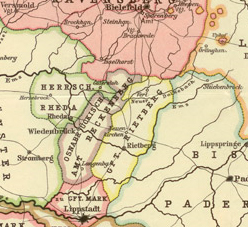
Das osnabrückische Amt Reckenberg (braun umrandet) im Jahr 1797

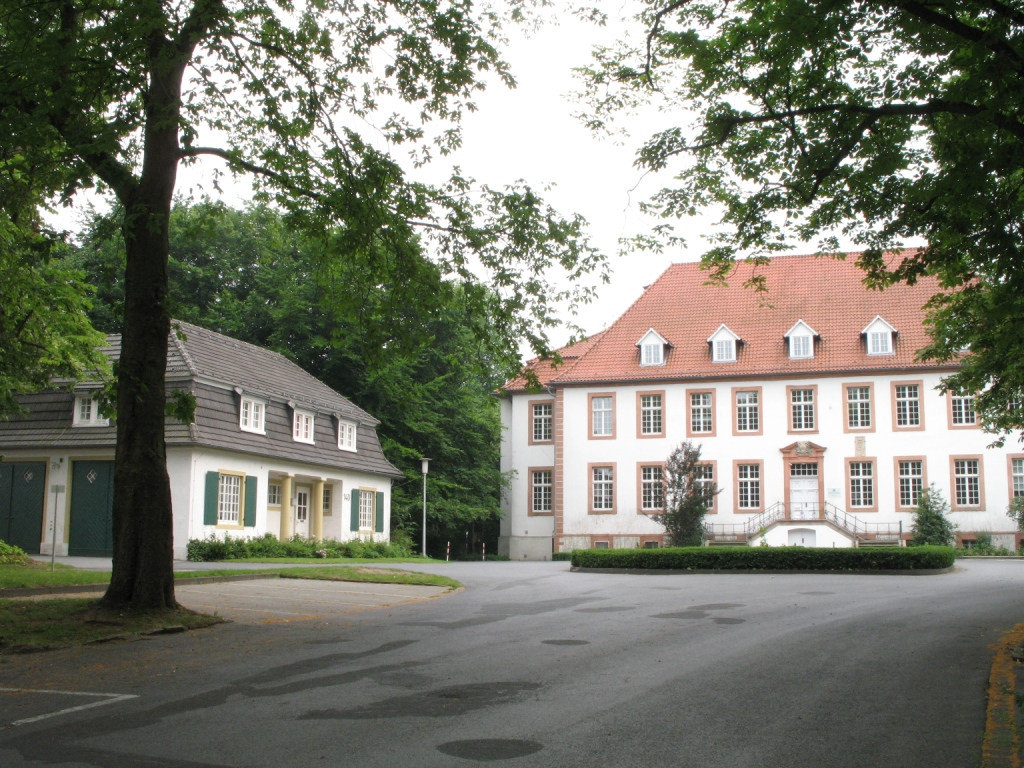
Die Burg Reckenberg – Verwaltungssitz des Amtes und später Kreishaus

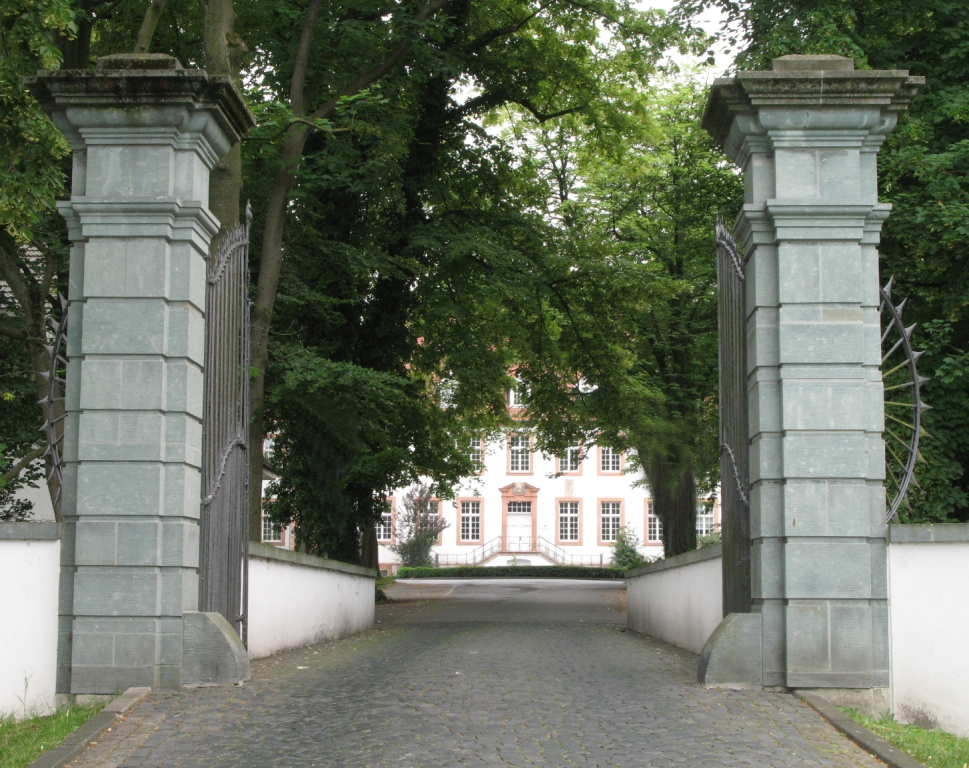
Brücke zum Reckenberg

Das Amt Reckenberg war bis 1802 eine Verwaltungseinheit und Exklave des Hochstifts Osnabrück und von 1843 bis 1969 ein Amt im Kreis Wiedenbrück. Es war nach der Burg Reckenberg in der Stadt Wiedenbrück benannt.

## Das osnabrückische Amt Reckenberg

### Mittelalter
Das Amt Reckenberg mit seinem Zentrum Wiedenbrück ist ein Teil der Exklave die bei der Gebietsbildung des Bistums Osnabrück entstand, ist aber als solches zu diesem Zeitpunkt noch nicht zu bezeichnen. Erst nachdem im Bielefelder Rezess 1565 die Grenzen zwischen dem Amt Wiedenbrück und der Herrschaft Rheda festgelegt und damit zwei selbstständige Hoheitsbereiche anerkannt wurden, kann für das Gebiet die Bezeichnung „Amt Reckenberg“ tatsächlich verwendet werden.
Historiker vermuten, dass 785 hier eine erste Urpfarrkirche stand, die das Zentrum eines Missionsgebietes bildete. König Otto I. erteilte im Jahr 952 dem Osnabrücker Bischof das Markt-, Münz- und Zollrecht für Wiedenbrück. Es ist eine in Wiedenbrück ausgestellte Urkunde von Otto III. aus dem Jahr 985 bekannt; vermutlich gab es hier in dieser Zeit einen Königshof.
1225 erhielt Bischof Engelbert von Osnabrück die Gogerichte zu Wiedenbrück und anderen Städten. Dies war einer der Ausgangspunkte der Entwicklung des Hochstifts Osnabrück zu einem Territorialstaat. Aus den Jahren um 1230 sind die ältesten Münzen aus Wiedenbrück überliefert. Wiedenbrück wurde 1231 civitas genannt, Schöffen wurden in den Gerichtsumstand gewählt und ein Siegel angekündigt.
1249 wurde die Neustadt gegründet, ein Jahr später erstmals die Burg Reckenberg erwähnt.

### Frühe Neuzeit
Um 1462 entstand in Wiedenbrück eine erste Stadtverfassung nach dem Vorbild von Osnabrück. Hermann Bonnus, ein Beauftragter des Bischofs Franz von Waldeck, reformierte Wiedenbrück 1543. Die Stadt galt 1565 als überwiegend lutherisch.
Nachdem 1624/25 erste Schritte zu einer Gegenreformation erfolgten, wurde das Amt im Jahr 1626 im Laufe des Dreißigjährigen Krieges von den Dänen besetzt. Als 1628 der Bischof Franz Wilhelm von Wartenberg seine Regierung antrat, setzte er die Gegenreformation fort.
1637 entstand in Wiedenbrück eines der ältesten Gymnasien der Region, das Gymnasium Marianum, eine sechsklassige lateinische Schule und Vorläufer des späteren Ratsgymnasiums Wiedenbrück. 1644 gründete Bischof Franz Wilhelm das Franziskanerkloster. Drei Jahre später, im Juli 1647, nahmen die Schweden Wiedenbrück ein, aber nach Schleifung der Festung räumten sie die Stadt nach zwei Monaten wieder. Der 1648 in Münster und Osnabrück ausgehandelte Westfälische Friede schrieb für das Hochstift Osnabrück die wechselnde Abfolge je eines katholischen und eines lutherischen Bischofs aus dem Haus Braunschweig-Lüneburg vor.
Im Jahr 1726 wurde ein neues Amtshaus auf dem Reckenberg errichtet.

### Gliederung
Neben der Stadt Wiedenbrück war das Amt Reckenberg in zwei Vogteien untergliedert:
- Zur Wüste-Vogtei, die den nördlichen Teil des Amtes umfasste, gehörten die Bauerschaften Avenwedde, Kattenstroth, Lintel und Spexard sowie seit 1786 das neu gegründete Dorf Friedrichsdorf.
- Zur Vogtei Langenberg, die den südlichen Teil des Amtes umfasste, gehörten das Kirchdorf Langenberg sowie die Bauerschaften Allerbeck, Geweckenhorst, Lippentrup, Ostlangenberg, Röckinghausen, Rentrup, Steppentrupp und Selhorst.[3]

## Der Kanton Wiedenbrück
Als Folge der Umwandlung des Hochstifts Osnabrück in das Fürstentum Osnabrück wurde das Amt Reckenberg 1802 vorübergehend Kur-Hannover zugeschlagen und fiel 1807 an das Königreich Westphalen. Dort wurde aus seinem Gebiet der Kanton Wiedenbrück gebildet, der zum Distrikt Paderborn im Departement der Fulda gehörte. Der Kanton war in die Stadt Wiedenbrück sowie die drei Gemeinden Avenwedde, Friedrichsdorf und Langenberg gegliedert. Im Jahre 1810 hatte der Kanton Wiedenbrück 6947 Einwohner.
Das Gebiet des alten Amtes Reckenberg, also der Kanton Wiedenbrück, wurde durch den Wiener Kongress 1815 endgültig Preußen zugeschlagen und 1816 dem Kreis Wiedenbrück der neuen Provinz Westfalen zugeordnet. Damit war das Gebiet nicht mehr Bestandteil des Bistums Osnabrück und seine katholischen Gemeinden kamen zum Bistum Paderborn. Die während der Franzosenzeit eingerichtete Verwaltungsstruktur auf Gemeindeebene blieb zunächst erhalten. Im Kreis Wiedenbrück bürgerte sich nach 1816 für den Verwaltungsbezirk wieder der Name Reckenberg ein. Die Stadt Wiedenbrück erhielt 1837 die preußische revidierte Städteordnung und wurde dadurch verwaltungstechnisch von den anderen Gemeinden des Amtes getrennt.

## Das Amt Reckenberg im Kreis Wiedenbrück
Durch die Einführung der westfälischen Landgemeinde-Ordnung von 1841 wurden die Verwaltungsbezirke unterhalb der Kreisebene, sofern es sich nicht um Städte gemäß der revidierten Städteordnung handelte, zu Ämtern. Im Kreis Wiedenbrück wurde dadurch aus dem Verwaltungsbezirk Reckenberg das Amt Reckenberg, dem die drei Gemeinden Avenwedde, Friedrichsdorf und Langenberg angehörten. Die Stadt Wiedenbrück blieb amtsfrei.
1867 wurden die Bauerschaften Batenhorst, Röckinghausen und Steppentrupp aus der Gemeinde Langenberg herausgelöst und zur neuen Gemeinde Batenhorst zusammengefasst. Außerdem wurde aus den beiden Langenberger Bauerschaften Geweckenhorst und Rentrup die neue Gemeinde St. Vit gebildet. Durch Ausgliederung aus Avenwedde wurden außerdem 1888 die beiden neuen Gemeinden Kattenstroth-Spexard und Lintel gebildet. Kattenstroth-Spexard gab 1910 die Bauerschaft Kattenstroth an die Stadt Gütersloh ab. Das verbleibende Gemeindegebiet erhielt den Namen Spexard.
1914 wurde das neue Amt Avenwedde, bestehend aus den Gemeinden Avenwedde, Friedrichsdorf und Spexard, aus dem Amt Reckenberg herausgelöst, das danach bis 1969 noch vier Gemeinden umfasste. Die folgenden Daten stammen vom 6. Juni 1961:
- Batenhorst (14,63 km², 1.381 Ew.)
- Langenberg (19,63 km², 4.042 Ew.)
- Lintel (21,76 km², 1.231 Ew.)
- Sankt Vit (10,32 km², 990 Ew.)

Verwaltungssitz war die Stadt Wiedenbrück, die dem Amt nicht angehörte
Durch das Gesetz zur Neugliederung des Kreises Wiedenbrück und von Teilen des Kreises Bielefeld wurden am 1. Januar 1970 Batenhorst, Lintel sowie Sankt Vit nach Rheda-Wiedenbrück eingemeindet und Langenberg, vergrößert um das bis dahin zum Kreis Beckum gehörige Benteler, wurde amtsfreie Gemeinde. Das Amt Reckenberg wurde aufgelöst. Rheda-Wiedenbrück und Langenberg kamen 1973 zum neuen Kreis Gütersloh.

## Einwohnerentwicklung
| Jahr | Einwohner | Quelle |
| ---- | --------- | ------ |
| 1843 | 6281      | [ 16 ] |
| 1871 | 6815      | [ 16 ] |
| 1910 | 7924      | [ 17 ] |
|      |           |        |
| 1925 | 4792      | [ 18 ] |
| 1939 | 5547      | [ 19 ] |
| 1950 | 7985      | [ 14 ] |
| 1961 | 7644      | [ 14 ] |

Der Umfang des Amtes wurde 1914 verkleinert.